# Playa de Estaño
La playa de Estaño se sitúa en el concejo de Gijón (Asturias, España).
Forma parte de la Costa Central asturiana, siendo de las pocas del concejo de Gijón que presenta protección medioambiental por ser LIC.

## Descripción
Se trata de una playa en forma de concha, que presenta en su lecho mixto grava, bolos y fina arena tostada, el cual se extiende en la parte sumergida, en la que  la presencia de rocas hace necesaria tener precaución a la hora del baño.
Como característica más destacada hay que hacer referencia a la existencia de una enorme roca en medio de la playa, aunque muy cerca de la orilla, haciendo ver que ésta está dividida en dos partes. Cuando sube la marea el mencionado peñón aparece como un pequeño islote.

## Servicios
Respecto a los servicios que ofrece, pese a no contar son aseos, sí presenta duchas, papeleras y servicio de limpieza, así como teléfonos públicos y señalización de peligro. Además, en temporada estival ofrece auxilio y salvamento.